# Braj Kumar Nehru

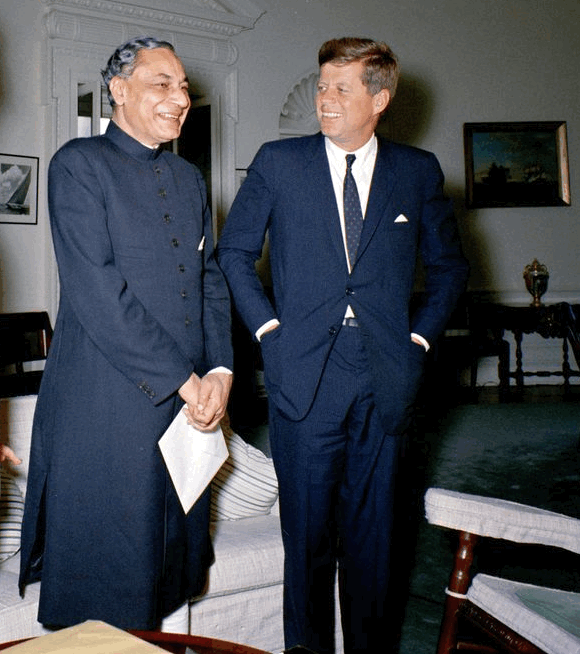
Braj Kumar Nehru und John F. Kennedy 1961

Braj Kumar Nehru (* 4. September 1909 in Allahabad; † 31. Oktober 2001 in Kasauli, Himachal Pradesh) war ein indischer Diplomat und Gouverneur mehrerer Bundesstaaten.

## Lebensweg
Braj Kumar Nehrus Vater war Brij Lal Nehru, seine Mutter die Sozialreformerin Rameshwari Nehru (1886–1966). Er studierte am Government Intermediate College in Allahabad, der School of Economics in London und am Balliol College in Oxford. Am 25. Oktober 1934 trat er in den Indian Civil Service (ICS) ein. Nach seiner Ankunft in Indien im November wurde er zunächst assistant commissioner in Punjab, dann Sub-Divisional Officer von April 1937 bis 1939.
Es folgte seine Ernennung zum Under Secretary im Erziehungs- und Gesundheitsministerium. Dieselbe Stellung hielt er 1940 im Finanzministerium, von dem er zur Reserve Bank of India für besondere Aufgaben abgestellt wurde. 1944 erfolgte die Beförderung zum Deputy Secretary, 1947 zum Joint Secretary. Er repräsentierte Indien u. a. auf der Reparations Conference 1945 und der Konferenz der Finanzminister des Commonwealth 1949–50, 1955–56 und 1958. 1946 arbeitete er in einer Untersuchungskommission zu den Finanzen des australischen Bundes mit. Er war auch Delegierter auf der Bandung-Konferenz.
Es folgte seine Ernennung zum Gesandten in Washington (1949–53), zugleich war er Direktor bei der Weltbank. Von 1951 bis 1953 gehörte er dem UNO-Komitee für Budgetfragen an. Außerdem vertrat er Indien bei der UNO-Hauptversammlung in den Jahren 1949–52, in den Jahren 1949–50 auch bei der FAO. 1951 war er als Kandidat für den Posten des UNO-Generalsekretärs im Gespräch.
1954–57 war er Joint Secretary des indischen Wirtschaftsministeriums, bis 1958 dann alleiniger Amtsinhaber. Nebenher war er 1955 noch Regierungsberater für den vor der Unabhängigkeit stehenden Sudan. Von 1961 an war er sieben Jahre Botschafter in Washington.
Seine Cousine Indira Gandhi ernannte ihn im April 1968 zum Gouverneur von Assam und Nagaland, eine Stellung, die er bis September 1973 behielt. Zugleich war er seit Januar 1972 Gouverneur der neugeschaffenen Bundesstaaten Manipur, Meghalaya und Tripura, also für den gesamten politisch unruhigen Nordosten des Landes.
Im Folgenden repräsentierte er Indien bis 1977 als High Commissioner in London. Nach seiner Rückkehr wurde er Gouverneur 1981–83 von Jammu & Kashmir, ab 26. Apr. 1984 – 26. Feb. 1986 dann noch von Gujarat.
Er starb an Herzversagen in Kasauli und wurde am 1. November 2001 im Krematorium am Nigambodh Ghat, New Delhi, eingeäschert.

### Kinder
- Shobha Nehru
- Ashok Nehru
- Aditya Nehru
- Lolita Nehru
- Anil Nehru
- Shivashish verh. Gupta
- Swarup Nehru
- Ambika Nehru
- Akhil Nehru

### Ehrungen
- 1999: Padma Vibhushan

- Honorary Fellow der London School of Economics

Aufsichtsratsmitglied:
- Hindustan Oil Exploration Co. Ltd
- Indian Advisory Board of ANZ Grindlays Bank
- Dyal Singh College Trust
- Tribune group of newspapers (Indien)[2]

Ehrendoktor:
- Missouri Valley College
- Jacksonville State University
- Panjab University, 1994

### Werke
- Speaking of India
- Nice Guys Finish Second (Autobiographie, 1997), ISBN 0-670-87501-5